# 1757
| [ Edytuj tabelę ]              | |
| Król Polski                    | - 1733 August III Sas 1763 |
| Emir Afganistanu               | - 1747 Ahmed Szah Abdali (padyszach) 1772 |
| Współksiążęta Andory           | - 1757 Francesc Josep Catalán de Ocón 1762 - 1715 Ludwik XV 1774                                                                                                 |
| Elektor Bawarii                | - 1745 Maksymilian III Józef 1777 |
| Sułtan Brunei                  | - 1745 Hussin Kamaluddin 1762 |
| Cesarz Chin                    | - 1735 Qianlong 1796 |
| Król Czech                     | - 1743 Maria Teresa 1780 |
| Król Danii                     | - 1746 Fryderyk V 1766 |
| Dalajlama                      | - 1708 Kelzang Gjaco 1757 |
| Cesarz Etiopii                 | - 1755 Joas I 1769 |
| Król Francji                   | - 1715 Ludwik XV 1774 |
| Król Hiszpanii                 | - 1746 Ferdynand VI 1759 |
| Landgraf Hesji-Kassel          | - 1751 Wilhelm VIII Heski 1760 |
| Stadhouder Holandii            | - 1751 Wilhelm V Orański 1795 |
| Szach Iranu                    | - 1750 Karim Chan 1779 |
| Państwo Wielkich Mogołów       | - 1754 Alamgir II 1759 |
| Król Irlandii                  | - 1727 Jerzy II Hanowerski 1760 |
| Cesarz Japonii                 | - 1747 Momozono 1762 |
| Kalif                          | - 1754 Osman III 1757 - 1757 Mustafa III 1773 |
| Patriarcha Konstantynopola     | - 1752 Cyryl V 1757 - 1757 Kallinik III 1757 - 1757 Serafim II 1761                                                                                              |
| Władca Korei                   | - 1724 Yŏngjo 1776 |
| Emir Kuwejtu                   | - 1752 Sabah I 1762 |
| Książę Liechtensteinu          | - 1748 Józef Wacław 1772 |
| Sułtan Maroka                  | - 1745 Abdullah ibn Ismail 1757 - 1757 Muhammad III 1790 |
| Książę Monako                  | - 1733 Honoriusz III 1793 |
| Król Nawarry                   | - 1710 Ludwik XV 1774 |
| Król Norwegii                  | - 1746 Fryderyk V 1766 |
| Sułtan Omanu                   | - 1749 Ahmad ibn Sa’id 1783 |
| Elektor Palatynatu             | - 1742 Karol IV Teodor 1799 |
| Papież                         | - 1740 Benedykt XIV 1758 |
| Książę Parmy i Piacenzy        | - 1748 Filip 1765 |
| Król Portugalii                | - 1750 Józef 1777 |
| Król w Prusach                 | - 1740 Fryderyk II Wielki 1772 |
| Car Rosji                      | - 1741 Elżbieta 1762 |
| Cesarz Rzymski (niemiecki)     | - 1745 Franciszek I Lotaryński 1765 |
| Kapitanowie Regenci San Marino | - 1756 Giovanni Beni Francesco Antonio Righi 1757 - 1757 Giambattista Angeli Marc' Antonio Tassini 1757 - 1757 Filippo Manenti Belluzzi Antonio Capicchioni 1758 |
| Elektor Saksonii               | - 1733 Fryderyk August II (król Polski) 1763 |
| Król Sardynii                  | - 1730 Karol Emanuel III 1773 |
| Król Szwecji                   | - 1751 Adolf Fryderyk 1771 |
| Król Tajlandii                 | - 1733 Boromma Kot 1758 |
| Sułtan Turków                  | - 1754 Osman III 1757 - 1757 Mustafa III 1774 |
| Doża Wenecji                   | - 1752 Francesco Loredano 1762 |
| Król Węgier                    | - 1740 Maria Teresa 1780 |
| Monarcha Wielkiej Brytanii     | - 1727 Jerzy II 1760 |
| Premier Wielkiej Brytanii      | - 1756 William Cavendish 1757 - 1757 Thomas Pelham-Holles 1762                                                                                                   |

Rok 1757 / MDCCLVII
stulecia: XVII wiek ~
XVIII wiek ~
XIX wiek

lata: 1747 «
1752 «
1753 «
1754 «
1755 «
1756 «
1757
» 1758
» 1759
» 1760
» 1761
» 1762
» 1767

## Wydarzenia w Polsce
- 30 grudnia – III wojna śląska: w Kłodzku został powieszony skazany na śmierć za złamanie zakazu spowiadania dezerterów z pruskiego wojska ks. Andreas Faulhaber. Jego zwłoki, nie ulegając rozkładowi, wisiały na szubienicy do czasu wkroczenia do miasta wojsk austriackich 2 lata i 7 miesięcy później.

- Wkroczenie wojsk rosyjskich do Polski podczas wojny siedmioletniej.

## Wydarzenia na świecie
- 2 stycznia – Brytyjczycy zdobyli Kalkutę.
- 5 stycznia – król Francji Ludwik XV został lekko zraniony nożem przez zamachowca.
- 1 maja – Francja i Austria zawarły tzw. drugi traktat wersalski – sojusz zaczepny skierowany przeciwko Prusom (plan rozbioru Prus w którym miały brać udział Rosja, Polska, Szwecja, Austria, Saksonia i Francja).
- 6 maja – wojna siedmioletnia: zwycięstwo wojsk pruskich nad austriackimi w bitwie pod Pragą.
- 18 czerwca – austriacka armia rezerwowa pobiła wojska pruskie pod Kolinem i odzyskała Czechy.
- 23 czerwca – w bitwie pod Palasi wojska brytyjskie rozbiły armię hinduską Nawaba Bengalu Siraja Ud Daulacha.
- 26 lipca – wojna siedmioletnia: zwycięstwo Francuzów nad wojskami Hanoweru, Hesji-Kassel i Brunszwiku w bitwie pod Hastenbeck.
- 9 sierpnia – wojna siedmioletnia: po udanym oblężeniu miała miejsce kapitulacja fortu William Henry.
- 30 sierpnia:
  - wojny śląskie: bitwa pod Groß-Jägersdorf.
  - oddziały austriackie zajęły Śląsk i podchodziły pod Berlin.
  - Szwedzi wkroczyli na Pomorze Zachodnie.
- 7 września – wojna siedmioletnia: zwycięstwo wojsk austriackich nad pruskimi w bitwie pod Moys (ob. Zgorzelec Ujazd).
- 5 listopada – wojna siedmioletnia: Fryderyk II pobił armię francuską pod Rossbach.
- 22 listopada – wojna siedmioletnia: bitwa pod Wrocławiem.
- 5 grudnia – wojna siedmioletnia: Fryderyk II pokonał pod Lutynią (Leuthen) wojska austriackie i zmusił je do ewakuacji ze Śląska.

- Pierwsza sekcja zwłok w Japonii (Sugita Genpaku).

## Urodzili się
- 1 stycznia - John Milledge, amerykański polityk, senator ze stanu Georgia (zm. 1818)
- 21 stycznia - Elijah Paine, amerykański prawnik, przedsiębiorca, polityk, senator ze stanu Vermont (zm. 1842)
- 3 lutego – Pál Kitaibel, węgierski botanik i chemik, badacz flory Tatr i słowackich wód mineralnych (zm. 1817)
- 14 lutego – Kazimierz Nestor Sapieha, książę, generał artylerii litewskiej, marszałek Sejmu Czteroletniego i jeden z twórców Konstytucji 3 maja (zm. 1798)
- 16 lutego – Julian Ursyn Niemcewicz, polski dramaturg, powieściopisarz, poeta i pamiętnikarz (zm. 1841)
- 24 lutego – Ludwik Longuet, francuski duchowny katolicki, męczennik, błogosławiony (zm. 1792)
- 9 kwietnia – Wojciech Bogusławski polski aktor, dyrektor teatru, dramatopisarz (zm. 1829)
- 19 kwietnia – Edward Pellew brytyjski oficer Royal Navy (zm. 1833)
- 4 maja – Piotr Adrian Toulorge, francuski duchowny katolicki, męczennik, błogosławiony (zm. 1793)
- 28 czerwca – Jan Paweł Woronicz, polski biskup rzymskokatolicki, kaznodzieja, jezuita (zm. 1829)
- 9 sierpnia – Elizabeth Schuyler Hamilton, współzałożycielka i wicedyrektor pierwszego prywatnego sierocińca w Nowym Jorku, żona Alexandra Hamiltona (zm. 1854)
- 6 września – Marie Joseph de La Fayette, francuski wojskowy i polityk, uczestnik wojny o niepodległość Stanów Zjednoczonych (zm. 1834)
- 12 września - John Brown, amerykański polityk, senator ze stanu Kentucky (zm. 1837)
- 21 września - James Jackson, amerykański polityk, senator ze stanu Georgia (zm. 1806)
- 9 października – Karol X Burbon, król Francji. (zm. 1836)
- 26 października - Charles Pinckney, amerykański wojskowy, dyplomata, senator ze stanu Karolina Południowa (zm. 1824)
- 5 listopada - Joseph Inslee Anderson, amerykański polityk, senator ze stanu Tennessee (zm. 1937)
- 15 listopada – Jacques-René Hébert, radykalny polityk doby rewolucji francuskiej (zm. 1794)
- 28 listopada – William Blake, angielski poeta, malarz, rysownik i rytownik (zm. 1827)
- 7 grudnia - Dwight Foster, amerykański prawnik, polityk, senator ze stanu Massachusetts (zm. 1823)
- 20 grudnia – Anna Piotrowna, córka Katarzyny II Wielkiej i Stanisława Augusta Poniatowskiego (zm. 1759)

- data dzienna nieznana: 
  - Józef Kozłowski – muzyk, pianista i kompozytor (zm. 1831)

## Zmarli
- 17 listopada – Maria Józefa Habsburżanka – królowa Polski, żona króla polskiego i elektora saskiego – Augusta III Sasa (ur. 1699)
- 14 marca - John Byng, brytyjski admirał, rozstrzelany na pokładzie okrętu w cieśninie Solent (ur. 1704)
- 12 grudnia – Colley Cibber, angielski dramaturg, aktor (ur. 1671)
- 23 lipca – Domenico Giuseppe Scarlatti, włoski kompozytor (ur. 1685)

## Święta ruchome
- Tłusty czwartek: 17 lutego
- Ostatki: 22 lutego
- Popielec: 23 lutego
- Niedziela Palmowa: 3 kwietnia
- Wielki Czwartek: 7 kwietnia
- Wielki Piątek: 8 kwietnia
- Wielka Sobota: 9 kwietnia
- Wielkanoc: 10 kwietnia
- Poniedziałek Wielkanocny: 11 kwietnia
- Wniebowstąpienie Pańskie: 19 maja
- Zesłanie Ducha Świętego: 29 maja
- Boże Ciało: 9 czerwca